# Любан, Исаак Исаакович
Исаа́к Исаа́кович (Ицхакович) Лю́бан (1906—1975) — белорусский советский композитор, общественный деятель. Заслуженный деятель искусств БССР (1942).

## Биография
Родился 10 (23 марта) 1906 года в Черикове (ныне Могилёвская область, Белоруссия).
В 1928 году окончил музыкальный техникум в Минске по классу композиции Я. В. Прохорова. В 1928—1936 художественный руководитель Белорусского радио.
В 1932—1937 годах председатель СК БССР.
В 1937—1941 годах художественный руководитель АПП БелГФ.
Участник Великой Отечественной войны. В 1942 году Любан, находясь после ранения в госпитале, написал музыку к песне «Наш тост». В мае 1942 года песня была исполнена в Москве на концерте мастеров белорусского искусства и имела большой успех. Пела её народная артистка СССР Лариса Александровская. С этого времени «Наш тост» включили в свой репертуар многие известные артисты и фронтовые ансамбли. Появились различные варианты текста. Так на Волховском фронте поэт Павел Шубин сочинил «ленинградский» вариант.
С 1945 жил в Москве. В 1949—1955 художественный руководитель АПП ЦДК железнодорожников. Составитель сборника на белорусском языке «Белорусские народные и революционные песни для хорового и сольного исполнения» (Минск, 1938).
И. И. Любан умер 7 ноября 1975 года. Похоронен в Москве на Кунцевском кладбище.

## Награды и премии
- Сталинская премия первой степени (1946) — за музыку к спектаклю «Нестерка» В. Ф. Вольского
- заслуженный деятель искусств БССР (1942)
- орден Трудового Красного Знамени (20.06.1940) — за выдающиеся заслуги в деле развития белорусского театрального и музыкального искусства

## Сочинения
- для солистов, хора и симфонического оркестра — сюита Граница в песнях (сл. П. Бровки, П. Глебки, И. Шаповалова, 1935);
- для симфонического оркестра — Марш на смерть С. М. Кирова (1934), Рафальскиана (фантазия на темы музыки к спектаклям Государственного евр. т-ра БССР, 1935);
- для солистов, хора и оркестра народных инструментов — Колхозная вечеринка (сл. нар. и собств., 1937), Старинный белорусский свадебный обряд (на собств. либр., 1937);
- для цимбал, баяна — пьесы;
- песни (для хора, солистов, вокальных ансамблей), в том числе Две доли (сл. Я. Купалы, 1926), Ночь (сл. Я. Коласа, 1928), Песня о дукорских партизанах (сл. П. Бровки, 1931), Украсим наши хаты (сл. Я. Купалы, 1937), Был слесарь луганский (сл. П. Бровки, 1937), Бывайте здоровы (сл. А. Русака, рус. пер. М. Исаковского, 1937), На смерть партизана (сл. К. Крапивы, 1942), Помню, помню те я росы (сл. К. Крапивы, 1942), Наш тост (сл. А. Тарковского и М. Косенко, 1942), Песня мщения (сл. М. Рудермана, 1942), Песня белорусских партизан (сл. П. Бровки, 1943), Васильки (сл. А. Астрейки, 1943), Мечта солдата (сл. А. Софронова, 1943), Гармонь (сл. А. Софронова, 1943), Осина (сл. А. Софронова, 1943), Черные косы (сл. А. Астрейки, 1945), Песня о Заслонове (сл. А. Русака, 1945), Песня трактористов (сл. Я. Шведова, 1946), Девичья (сл. А. Досталя, 1946), Отцовский наказ (сл. Л. Ошанина, 1947), Походная песня (сл. А. Жарова, 1947), Песня о лучших друзьях (сл. Л. Ошанина, 1949), Железнодорожная держава (сл. E. Долматовского, 1953), цикл на сл. П. Бровки (1955), Тропинка полевая (сл. А. Бачилы, 1955), цикл на сл. П. Кудрявцева (1961), Расцвела страна (сл. М. Андронова, 1962), Портрет моряка (сл. М. Андронова, 1963), Ленинской партии дети (сл. М. Андронова, 1965), Мы только любили (сл. М. Лужанина, 1965), Минские ночи (сл. А. Русака, 1965), Молодечно (сл. А. Русака, 1965);
- музыка к драматическим спектаклям, в том числе «Нестерка» В. Ф. Вольского (1941);
- музыка к фильмам, в том числе «Часы остановились в полночь» (реж. Н. Н. Фигуровский; 1958);

## Фильмография
- 1947 — Новый дом
- 1957 — Полесская легенда
- 1958 — Счастье надо беречь
- 1958 — Часы остановились в полночь